# Långareds landskommun
Långareds landskommun var en tidigare kommun i dåvarande Älvsborgs län.

## Administrativ historik
Kommunen bildades i Långareds socken i Kullings härad i Västergötland när 1862 års kommunalförordningar trädde i kraft.  
Vid kommunreformen 1952 uppgick den i Bjärke landskommun som upplöstes 1974 då denna del uppgick i Alingsås kommun. 

## Politik

### Mandatfördelning i Långareds landskommun 1938-1946
| 1 | 3 | 12 | 4 |

| 20 |

| 3 | 3 | 10 | 4 |

| 20 |

| 3 | 2 | 11 | 4 |

| 20 |